# شاید عشق نبود
شاید عشق نبود فیلمی به کارگردانی سعید ابراهیمی‌فر و به تهیه‌کنندگی آرش سجادی حسینی محصول سال ۱۳۹۶ است.

## داستان فیلم
عروسک فروشی در پارک ماجراهایی که بر سر دوست سینماگرش آمده است را برای دختر جوانی بازگو می‎کند. دختر جوان که از عوامل فیلمی است که در آن‌سوی پارک مشغول فیلم‌برداری آن هستند، در انتها به هویت مرد عروسک فروش پی می‌برد.

## بازیگران فیلم
- سعید ابراهیمی‌فر
- پانته‌آ بهرام
- سعید پورصمیمی
- نیکی کریمی
- مهتاب کرامتی
- هنگامه قاضیانی
- حسن پورشیرازی
- مهدی احمدی
- لاله اسکندری
- سحر ذکریا
- حمید رفیعی
- سیروس همتی
- سیامک انصاری
- محسن شریفی
- سیاوش درخشی
- پوریا آذربایجانی
- هوشنگ مرادی کرمانی
- قربان نجفی
- سمانه وفایی
- پدرام شریفی